# Bay of Islands
Bay of Islands je območje na vzhodni obali skrajnega severnega okrožja Severnega otoka Nove Zelandije. Je ena izmed najbolj priljubljenih ribiških, jadralskih in turističnih destinacij v državi in je mednarodno znana po velikem ribolovu, odkar ga je v 1930-ih objavil ameriški pisatelj Zane Gray. To je 60 km severozahodno od mesta Whangārei. Rt Reinga, na severnem koncu države, je približno 210 km po cesti naprej proti severozahodu.

## Geografija
Sam zaliv je nepravilno oblikovan 16 km širok, 260 km² sistem utopljenih dolin in naravno pristanišče. Vsebuje 144 otokov, od katerih je največji Urupukapuka, ter številne polotoke in zalive. Trije največji zalivi so zaliv Waikare na jugu ter zaliva Kerikeri in Te Puna (Mangonui) na severozahodu. Polotok Purerua, severno od zaliva Te Puna, ločuje severozahodni del zaliva od Tihega oceana, polotok Cape Brett pa sega 10 km (6 milj) v ocean na vzhodnem koncu zaliva. Največje mesto je Kerikeri, sledi mu Paihia. Mestece Russell se nahaja na koncu kratkega polotoka, ki se z jugovzhoda razteza v zaliv.

## Zgodovina
Pred približno 700 leti je Mātaatua, enega od velikih maorskih selitvenih kanujev, ki so potovali na Novo Zelandijo s Hawaikija, v Bay of Islands (Zaliv otokov) (iz Bay of Plenty - 'zaliv obilja') priplul Puhi, prednik plemena Ngāpuhi iwi, ki je je danes največji v državi. Maori so se naselili in razmnožili po vsem zalivu in na več njegovih številnih otokih, da bi ustanovili različna plemena, kot je Ngāti Miru v Kerikeriju. Številni ugledni Maori so bili rojeni v zalivu, vključno s Hōne Hekejem, ki je večkrat odrezal drog za zastavo pri Kororāreki (Russell), da je začel vojno zastave.
Številne maorske naselbine so pozneje igrale pomembno vlogo pri razvoju Nove Zelandije, kot so Okiato (prva državna prestolnica), Waitangi (kjer bo kasneje podpisana pogodba iz Waitangija) in Kerikeri (ki je bilo pomembno izhodišče za Maore v notranjosti, ki so odhajali na morje in kasneje mesto prve stalne misijonske postaje v državi). Nekateri otoki so postali tudi opazni, kot je Motu Apo (otok Te Pahi), kjer je bilo 60 ljudi poglavarja Te Pahija ubitih kot maščevanje, potem ko je bil po krivici obtožen, da je odgovoren za Boydov masaker v Whangaroi.
Prvi Evropejec, ki je obiskal to območje, je bil kapitan James Cook, ki je regijo poimenoval leta 1769. Bay of Islands je bilo prvo območje na Novi Zelandiji, ki so ga naselili Evropejci. Kitolovci so prispeli proti koncu 18. stoletja, medtem ko so se prvi misijonarji naselili leta 1814. Prvi polnokrvni evropski otrok, za katerega so zapisali, da se je rodil v državi, Thomas King, se je rodil leta 1815 v zalivu Oihi v zalivu Bay of Islands. (Pojavile so se neutemeljene trditve, da se je evropska deklica rodila prej v naselju Dusky Sound na Južnem otoku).
V zalivu je veliko zanimivih zgodovinskih mest, vključno s Paihia, Russell, Waitangi in Kerikeri. Russell, prej znan kot Kororāreka, je bila prva stalna evropska naselbina na Novi Zelandiji in izvira iz zgodnjega 19. stoletja. Kerikeri vsebuje veliko zgodovinskih znamenitosti od najzgodnejše evropske kolonialne naselbine v državi. Sem spada tudi misijonska hiša, imenovana tudi Kempova hiša, ki je najstarejša lesena stavba, ki še stoji na Novi Zelandiji. Stone Store, nekdanje skladišče, je najstarejša kamnita stavba na Novi Zelandiji, gradnja se je začela 19. aprila 1832.
Bay of Islands so v 19. stoletju obiskale ladje za lov na tjulnje in kitolovke, ki so lovile v oceanu okoli Nove Zelandije in pogosto barantale z lokalnimi iwiji, da bi obnovile zaloge hrane, ki so jo dobavljali z lokalnim krompirjem in svinjino. Decembra 1835 je Charles Darwin s HMS Beagle obiskal Bay of Islands. Februarja 1840 so bili nekateri člani Raziskovalne odprave Združenih držav Amerike prisotni ob prvem podpisu pogodbe iz Waitangija v Waitangiju.
V študiji iz leta 2006 je bilo ugotovljeno, da ima Bay of Islands drugo najbolj modro nebo na svetu, takoj za Riom de Janeirom.
Leta 2019 so v Bay of Islands predstavili nov hitri čoln, ki ga izdeluje Explore Group, da bi obiskovalce hitro popeljal do luknje v skali. Dnevni prevoz lahko sprejme do 30 potnikov in vozi večkrat čez dan.

## Cream Trip
Leta 1886 je Albert Ernest Fuller v otoškem zalivu spustil jadrnico Undine, da bi na otoke v zalivu dostavila zaloge premoga. Z vgradnjo motorja v zgodnjem 20. stoletju je Fullerju uspelo dostaviti premog in osnovne zaloge skupnostim vse do Cape Bretta.
Leta 1927 je Fuller kupil Cream Trip od Eddieja Lanea – z napravami na krovu za prevoz smetane z otokov, in v šestdesetih letih 20. stoletja je to vožnjo začela na novo naročena ladja Bay Belle.
Čeprav sodobni katamaran zdaj vozi po tej zgodovinski poti prvotnega Cream Tripa, Bay Belle ves dan še naprej prevaža obiskovalce in domačine med Paihio in Russellom.